# Sainte-Anne (Martinique)
Sainte-Anne is een gemeente in Martinique en telde 4.444 inwoners in 2019. De oppervlakte bedraagt 38,42 km². Het ligt ongeveer 27 km ten zuidoosten van de hoofdstad Fort-de-France. Het is de meest zuidelijke gemeente van Martinique, en heeft veel stranden. Het eilandje Îlet Chevalier bevindt zich voor de kust van Sainte-Anne.

## Geschiedenis
In 1678 werd in Sainte-Anne een kapel gebouwd. Er waren oorspronkelijk tien suikerrietplantages in het gebied, en het telde ongeveer 700 inwoners. In 1693 werd het verwoest door de Britten. In 1731 werd de parochie opgericht als Sainte Anne des Salines. In 1763 werd Sainte-Anne opnieuw aangevallen door het Verenigd Koninkrijk onder leiding van George Brydges Rodney. Het werd niet veroverd, maar er vielen 250 doden. In 1837 werd de gemeente opgericht. De economie is tegenwoordig gebaseerd op het toerisme.

## Les Salines
Les Salines is een 1,5 km lang witzandstrand ten zuiden van Sainte-Anne. Het is een van de populairste stranden van Martinique. Het water kan wild zijn, maar meestal heeft het strand rustig water. Het heeft veel voorzieningen, maar kan vrij druk zijn.
Het strand bevindt zich bij Étang des Salines, een complex van zoutmeren en mangrovebossen. De meren worden gevoed door zoetwaterbeken uit de heuvels, hetgeen resulteert in een variëteit van zoutconcentraties. Tot 1965 werd het gebruikt voor de zoutwinning. Étang des Salines heeft een oppervlakte van 207 hectare waarvan 97 hectare een beschermd natuurgebied is. Sinds 2006 is het aangewezen als een Ramsargebied.

## Anse Trabaud
Anse Trabaud is het enige naaktstrand van Martinique. Het heeft betaald parkeren en is na een wandeling van 15 minuten te bereiken. Het is een witzandstrand met een lengte van ongeveer een kilometer. De zee heeft grote golven en is minder geschikt om in te zwemmen, maar is populair bij surfers en bodyboarden. Er zijn geen voorzieningen en is geopend tot 18:00.

## Savane des Pétrifications

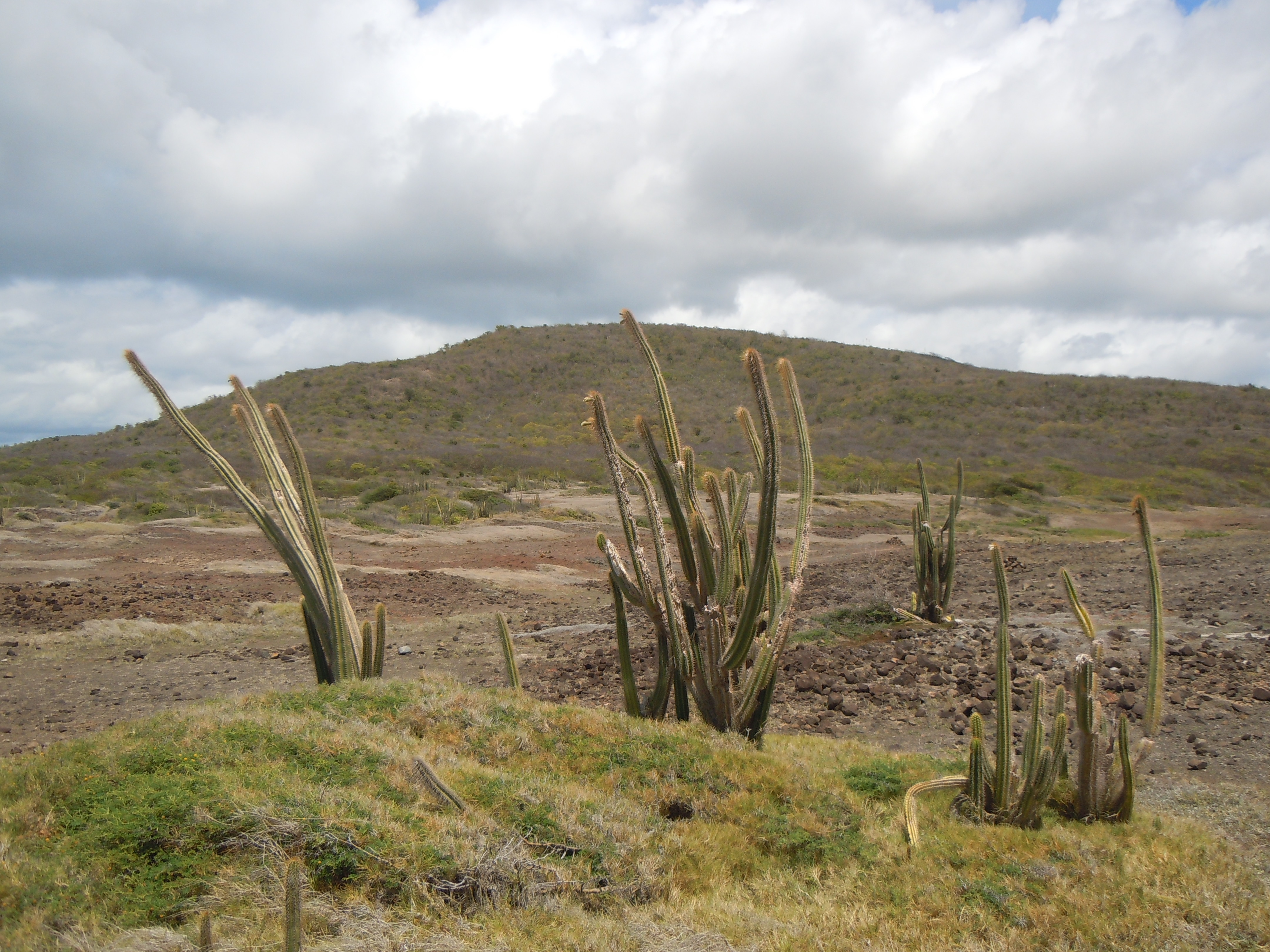
Cactussen met Morne des Pétrifications in de achtergrond

Savane des Pétrifications is een natuurgebied in het oosten van Sainte-Anne bij Les Salines. Het is vernoemd naar de versteende bomen die er voorkomen. Het is een 10 hectare groot woestijnachtig gebied dat gevormd werd door de dode vulkaan Morne des Pétrifications. Het landschap is vrij kaal met cactussen en struikgewas en lijkt meer op het wilde westen van de Verenigde Staten dan de tropische regenwouden van Martinique. Her en der lagen jaspis in vele kleuren en opaalstenen verspreid, maar veel halfedelstenen zijn inmiddels meegenomen.

## Galerij

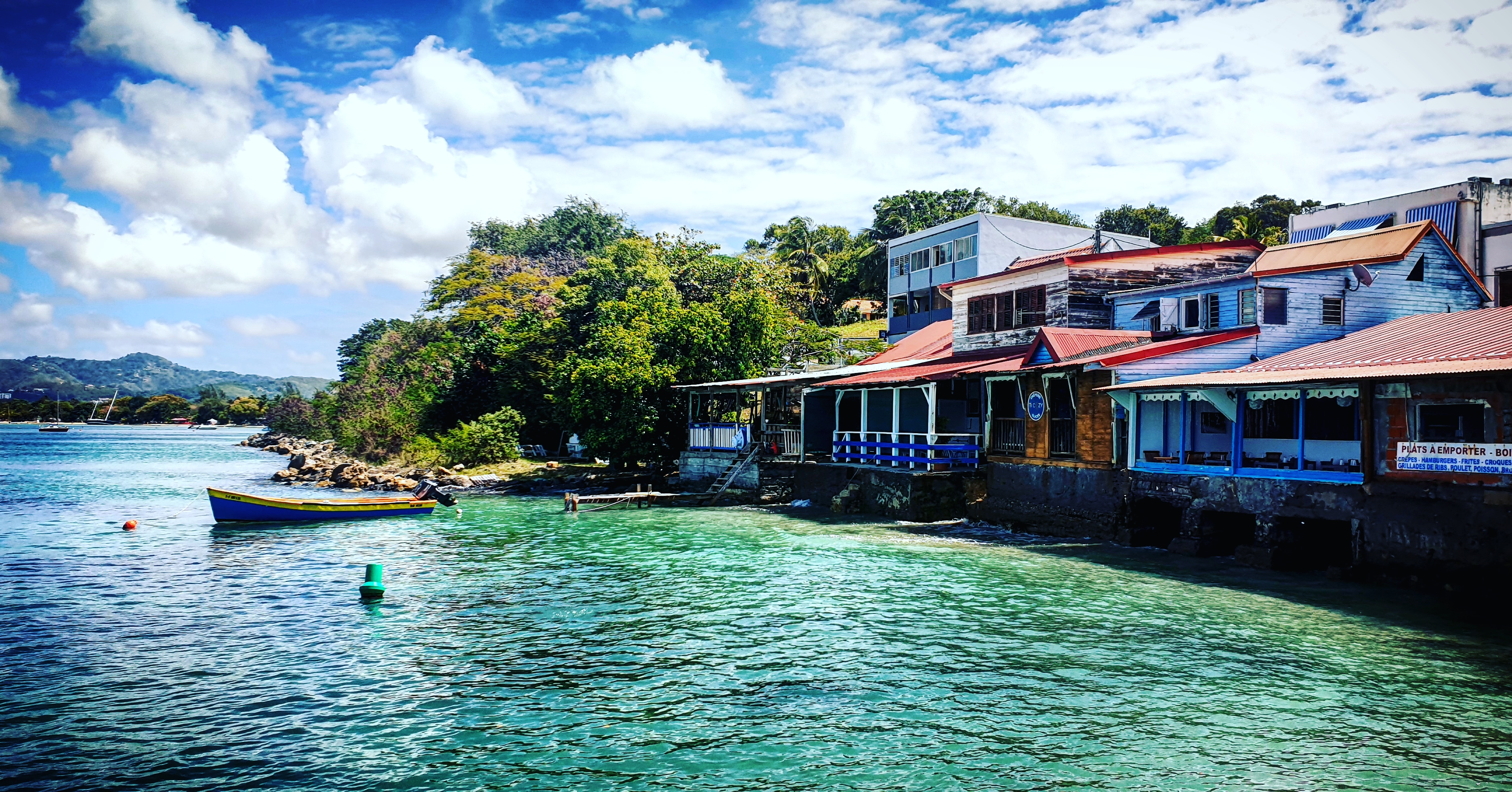
Sainte-Anne
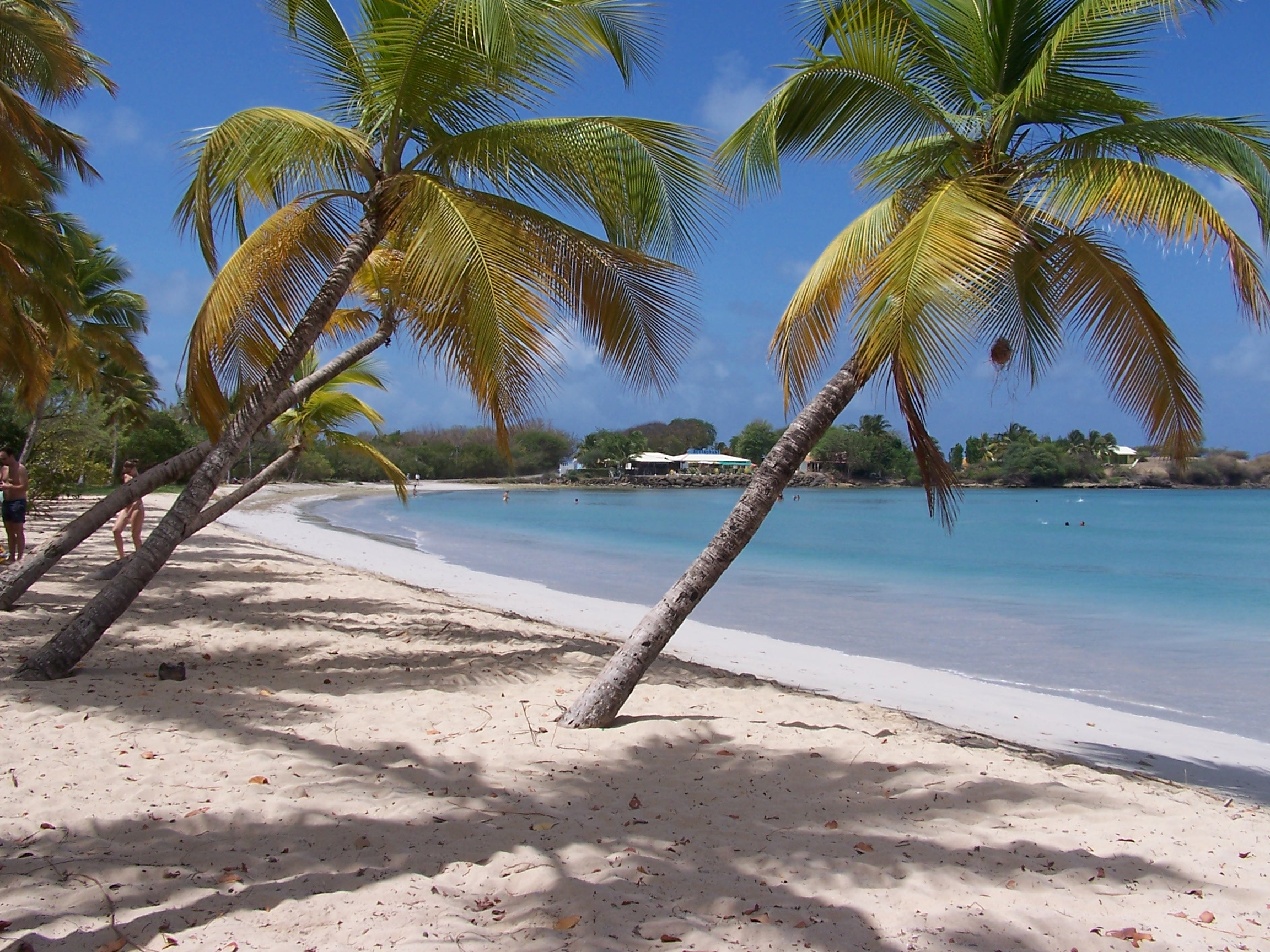
Grande Anse de Salines
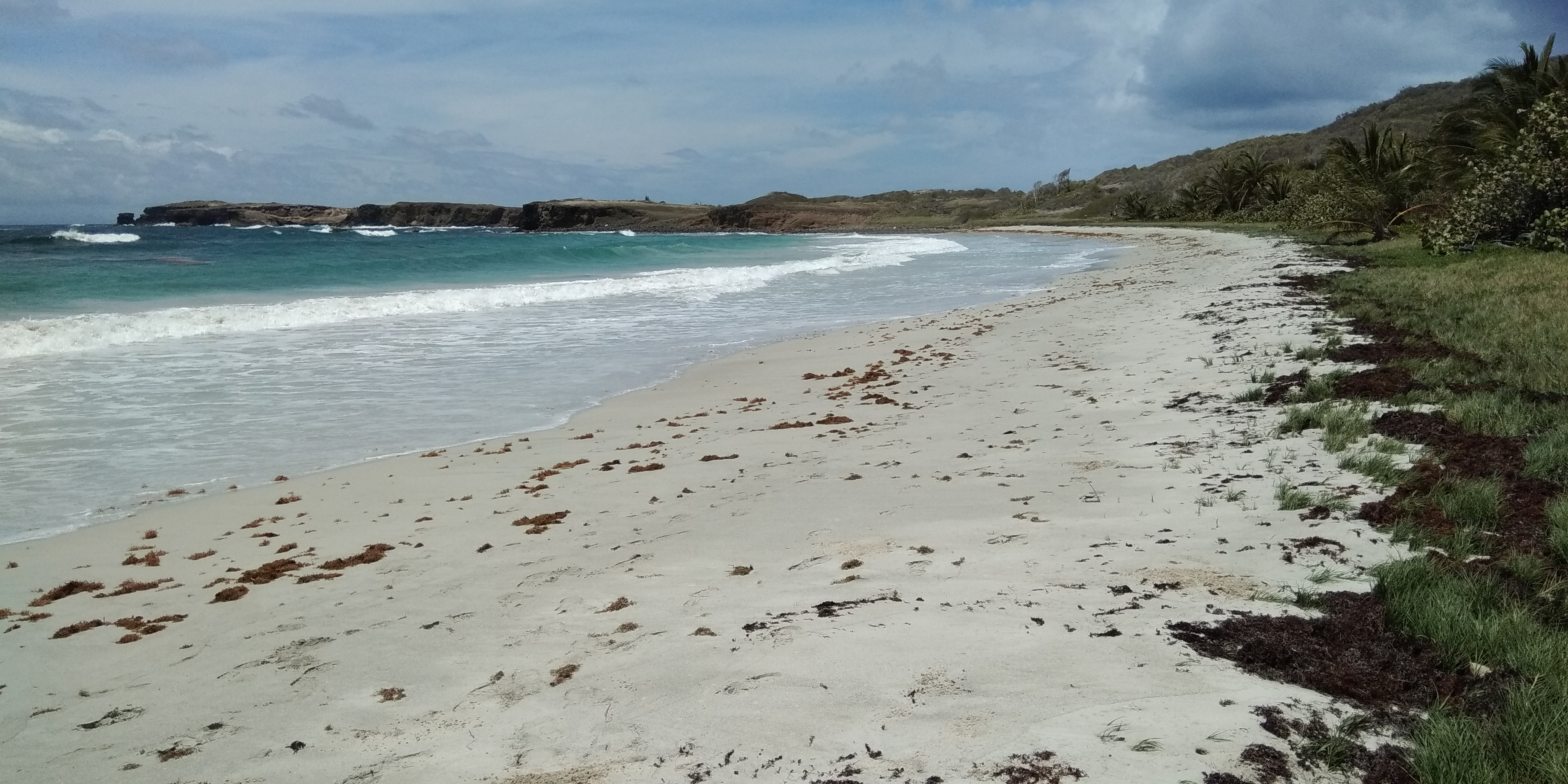
Anse Trabaud
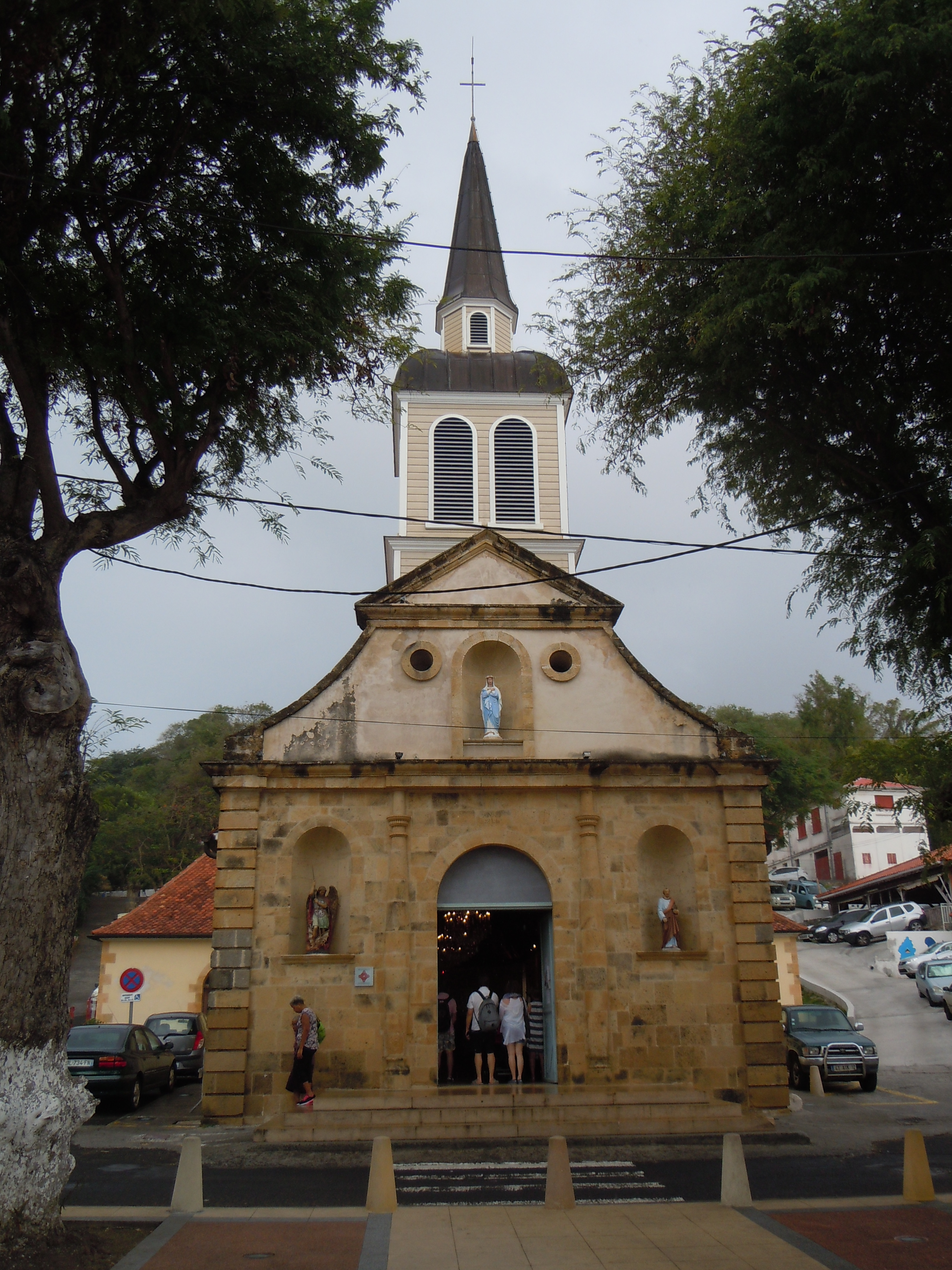
Kerk van Saine-Anne

- Library of Congress Control Number: n84128341
- Nationale Bibliotheek van Israël: 987007567020805171
- Virtual International Authority File: 127893283
- WorldCat: E39PBJf8vDqGv3xYmmPWXHRMyd

L'Ajoupa-Bouillon · Les Anses-d'Arlet · 
Basse-Pointe · Bellefontaine · 
Le Carbet · Case-Pilote · 
Le Diamant · Ducos · 
Fonds-Saint-Denis · Fort-de-France · Le François · 
Grand'Rivière · Le Gros-Morne · 
Le Lamentin · Le Lorrain · 
Macouba · Le Marigot · Le Marin · Le Morne-Rouge · Le Morne-Vert · 
Le Prêcheur · 
Rivière-Pilote · Rivière-Salée · Le Robert · 
Saint-Esprit · Saint-Joseph · Saint-Pierre · Sainte-Anne · Sainte-Luce · Sainte-Marie · Schœlcher · 
La Trinité · Les Trois-Îlets · 
Le Vauclin